# Ian Sneddon
Ian Naismith Sneddon FRS OBE (Glasgow, 8 de dezembro de 1919 — Glasgow, 4 de novembro de 2000) foi um matemático escocês.
Foi editor e tradutor para o inglês de A Course of Higher Mathematics, de Vladimir Smirnov.
Em 1958, foi eleito fellow da Sociedade Real de Edimburgo, e em 1983 da Royal Society.

## Obras
- com Nevill Francis Mott: Wave Mechanics and its applications, Clarendon Press, Oxford 1948, Dover 1963
- Fourier Transforms, McGraw Hill 1951, Dover 1995
- Fourier Series, Londres, Routledge and Paul 1961
- Use of Integral Transforms, McGraw Hill 1972
- Special functions in mathematical physics and chemistry, Oliver and Boyd 1956, Longman 1980
- Spezielle Funktionen der mathematischen Physik und Chemie II, Formelsammlung, BI Hochschultaschenbücher 1963
- Elements of partial differential equations, McGraw Hill 1957, Dover 2006
- com J. Defares: An introduction to the mathematics of medicine and biology, North Holland, Amsterdam, 1960, Chicago 1973
- Mixed boundary value problems in potential theory, Wiley 1966
- com E. L. Ince: Solutions of ordinary differential equations, 2ª Edição, Wiley 1987
- com M. Lowengrub: Crack problems in the classical theory of elasticity, Wiley 1969
- Editor: Encyclopaedic dictionary of mathematics for engineers and applied scientists, Pergamon Press 1976
- com Denis Stanley Berry: Classical theory of elasticity, in: Siegfried Flügge (Editor): Elasticity and Plasticity, Handbuch der Physik, Springer 1958
- Functional Analysis, in Siegfried Flügge (Editor): Handbuch der Physik, Mathematische Methoden, Volume 2, 1955